# Vùng đô thị Helsinki

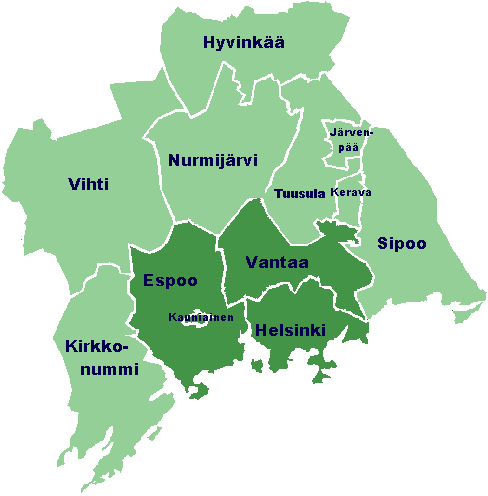
Bản đồ khu vực Đại Helsinki (xanh lá cây nhẹ) và vùng đô thị Helsinki (xanh lá cây đậm).

Vùng đô thị Helsinki (tiếng Phần Lan: Helsingin seutu, Suur-Helsinki, tiếng Thụy Điển: Helsingforsregionen, Storhelsingfors) và vùng đô thị Helsinki nhỏ hơn hay vùng thủ đô (Pääkaupunkiseutu, Huvudstadsregionen) đề cập hai khu vực có kích thước khác nhau xung quanh Helsinki, thủ đô của Phần Lan. Vùng đô thị Helsinki là đôi khi không gọi không chính xác là Vùng Helsinki do một bản dịch trực tiếp không chính xác thuật ngữ tiếng Phần Lan và tiếng Thụy Điển Helsingin seutu và Helsingforsregionen. (Suur-Helsinki và Storhelsingfors đôi khi cũng được sử dụng để chỉ các khu vực đô thị.)
Những vùng này nằm ở phía nam của Phần Lan, trên bờ biển của vịnh Phần Lan, là một phần của biển Baltic. Khu vực nhỏ hơn bao gồm Helsinki, Vantaa, Espoo, và Kauniainen và có một dân số khoảng 1 triệu người. Vùng đô thị Helsinki là khu vực đô thị hoá lớn nhất trong quốc gia này, và là khu vực kinh tế, văn hóa, cũng như khoa học quan trọng nhất của Phần Lan. Tám trong số 20 trường đại học của Phần Lan và hầu hết các trụ sở của công ty đáng chú ý và các tổ chức chính phủ nằm trong vùng đô thị Helsinki, là trung tâm hàng không chính của Phần Lan, sân bay Helsinki-Vantaa tọa lạc ở Vantaa.

## Các đô thị thành phần
| Đô thị             | Diện tích    | Dân số    | Mật độ       |
| ------------------ | ------------ | --------- | ------------ |
| Helsinki           | 213 km²      | 584 420   | 2 718,38/km² |
| Espoo              | 312,22 km²   | 243 169   | 778,84/km²   |
| Vantaa             | 238,38 km²   | 196 963   | 826,26/km²   |
| Kauniainen         | 5,88 km²     | 8 487     | 1 443,37/km² |
| Tổng: Vùng thủ đô  | 769,48 km²   | 1 027 635 | 1 335.49/km² |
| Hyvinkää           | 322,64 km²   | 45 120    | 139,85/km²   |
| Järvenpää          | 37,59 km²    | 38 528    | 1 024,95/km² |
| Kerava             | 30,62 km²    | 33 745    | 1 102,06/km² |
| Kirkkonummi        | 366,08 km²   | 36 266    | 99,07/km²    |
| Nurmijärvi         | 361,85 km²   | 39 367    | 108,79/km²   |
| Sipoo              | 339,64 km²   | 17 995    | 52,98/km²    |
| Tuusula            | 219,57 km²   | 36 673    | 167,02/km²   |
| Vihti              | 522,07 km²   | 27 797    | 53,24/km²    |
| Mäntsälä           | 580,94 km²   | 19 631    | 33,79/km²    |
| Tổng: Đại Helsinki | 3 550,48 km² | 1 322 757 | 372,56/km²   |